# هاردتاوزن ام کوخر
هاردتاوزن ام کوخر (به آلمانی: Hardthausen am Kocher) یک شهر در آلمان است که در هایلبرون واقع شده‌است. هاردتاوزن ام کوخر ۴٬۰۵۵ نفر جمعیت دارد.